# Motivation (Normani)
Motivation è un singolo  della cantante statunitense Normani, pubblicato il 16 agosto 2019.

## Descrizione
Il brano è stato scritto da Ariana Grande, Savan Kotecha, Max Martin e Ilya Salmanzadeh, e prodotto da quest'ultimo. È composto in chiave di Mi maggiore ed ha un tempo di 171 battiti per minuto.

## Pubblicazione
Normani ha pubblicato un'anteprima di Motivation sul suo account Twitter il 2 agosto 2019. Ha poi confermato, durante un'intervista a Rolling Stone, che la canzone era stata scritta da Ariana Grande. Il singolo è stato annunciato ufficialmente il 9 agosto, con la data di pubblicazione fissata per il successivo 16 agosto.

## Promozione
Normani si è esibita per la prima volta con Motivation agli MTV Video Music Awards 2019. Harper's Bazaar l'ha definita la miglior performance del 2019; Cosmopolitan, invece, l'ha paragonata alle altre esibizioni memorabili della cerimonia di Britney Spears, Lady Gaga e Beyoncé.
La cantante ha in seguito presentato la canzone alla 9ª edizione degli Streamy Awards e al Jingle Ball 2019.

## Accoglienza
Motivation ha ricevuto l'acclamo universale da parte della critica specializzata. Scrivendo per Forbes, Hugh McIntyre ha descritto il brano come "una canzone pop dalla perfetta realizzazione", utilizzando aggettivi come "orecchiabile, estiva e divertente", anche se ha criticato la poca personalità del pezzo, affermando che "non è difficile immaginare altre popstar scegliere questo brano e registrarlo" e paragonandolo il suo stile a quello di Ariana Grande. Alim Kheraj della rivista i-D ha affermato che la canzone è una "bomba" con un ritornello orecchiabile, e che ricorda "le produzioni d'inizio anni 2000 firmate Rich Harrison", oltre all'esibizione di Beyoncé al Coachella Valley Music and Arts Festival dell'anno precedente. Anche TJ Lovell di Medium, che ha assegnato alla traccia un punteggio di 5 su 5, ha notato l'influenza della musica degli anni 2000 e ha paragonato la performance vocale di Normani a quella di Beyoncé su Check on It. Nel suo articolo pubblicato sulla rivista Clash, Dave Meyers ha apprezzato il fatto che la cantante sia "rimasta fedele alle sue radici R&B" nel proporre un brano più commerciale. Vice l'ha definita la trentaquattresima migliore canzone del 2019, mentre The Fader l'ha inserita al quinto posto nella lista annuale delle migliori canzoni pop.

## Video musicale
Il video musicale di Motivation è stato diretto da Dave Meyers e Daniel Russell, ed è stato pubblicato il 16 agosto 2019 in concomitanza con la commercializzazione del singolo. Contiene omaggi ad alcuni video femminili che hanno riscosso grande successo all'inizio degli anni 2000.

### Sinossi
Il video si apre con una scena in cui Normani sta guardando il programma musicale 106 & Park sul canale BET, mentre sua madre le chiede di abbassare il volume. Quando viene annunciato che il prossimo video ad andare in onda sarebbe stato quello di Motivation, la scena si sposta da un salotto di casa ad una strada dove la cantante sta camminando, un tributo al video di Crazy in Love di Beyoncé. Nella sequenza successiva Normani esegue una coreografia di gruppo in un sobborgo di Los Angeles; lo stacchetto prosegue davanti ad una recinzione e ad un prato, e poi in un campo da basket, in una scena analoga a quella del video di I'm Real di Jennifer Lopez. Durante il bridge della canzone, Normani balla sotto la pioggia accompagnata da una banda. Infine, nell'ultimo ritornello la cantante balla al tramonto insieme ad un uomo nel mezzo di una strada; il video si chiude con lo spegnimento della televisione mostrata nella scena iniziale.

### Accoglienza
Subito dopo l'uscita, il video musicale di Motivation è divenuto virale su Internet grazie alla sua intensa coreografia, in particolare un movimento di danza nel quale la cantante faceva rimbalzare una palla da basket con il bacino, che ha dato inizio ad una popolare challenge. Il video ha ricevuto il plauso universale da parte della critica specializzata ed è stato pubblicizzato sui social media da molte celebrità, tra cui Ariana Grande, Charlie Puth, Kehlani, Lizzo, Halsey, Cardi B e Kelly Clarkson. Siobhan Burke del New York Times ha lodato le doti da ballerina di Normani. Tom Breihan, scrivendo per Stereogum, ha paragonato le mosse della cantante alle coreografie presenti in Smooth Criminal di Michael Jackson.
E! News ha incluso il video tra i momenti che hanno definito la cultura pop del 2019. Vibe l'ha definito il miglior video musicale del 2019, mentre Pitchfork e Idolator lo hanno posizionato al secondo posto e Insider al sesto. Anche Rolling Stone e Slant Magazine lo hanno incluso in liste analoghe.

## Remix
Un remix del singolo è stato pubblicato il 28 ottobre 2019, in collaborazione con il rapper 21 Savage.

## Tracce
Download digitale
1. Motivation – 3:13

Download digitale – Savage Remix
1. Motivation (Savage Remix) (con 21 Savage) – 3:24

## Successo commerciale
Il singolo ha debuttato alla 33ª posizione della Billboard Hot 100 statunitense, diventando la terza top 40 consecutiva da solista di Normani. Nella sua prima settimana ha venduto 14 000 copie digitali ed ha accumulato 16,2 milioni di riproduzioni in streaming e un'audience radiofonica di 6,9 milioni di ascoltatori, grazie ai quali è entrato rispettivamente alla 10ª e alla 25ª posizione nella classifica digitale e in quella streaming.
Nella classifica britannica ha debuttato alla 30ª posizione con 15 799 copie vendute, diventando anche qui la terza top 40 consecutiva di Normani.

## Classifiche
| Classifica (2019) | Posizione massima |
| ----------------- | ----------------- |
| Australia         | 28                |
| Belgio (Fiandre)  | 40                |
| Canada            | 24                |
| Croazia           | 56                |
| Grecia            | 22                |
| Irlanda           | 20                |
| Lituania          | 27                |
| Nuova Zelanda     | 22                |
| Paesi Bassi       | 55                |
| Portogallo        | 68                |
| Regno Unito       | 27                |
| Romania           | 52                |
| Slovacchia        | 63                |
| Stati Uniti       | 33                |